# Gretchenfrage
Gretchenfrage bezeichnet als Gattungsbegriff eine direkte, an den Kern eines Problems gehende Frage, die die Absichten und die Gesinnung des Gefragten aufdecken soll. Sie ist dem Gefragten meistens unangenehm, da sie ihn zu einem Bekenntnis bewegen soll, das er bisher nicht abgegeben hat.
Der Ursprung des Konzeptes und Begriffes liegt in Johann Wolfgang von Goethes Tragödie Faust I. Darin stellt die Figur Margarete, genannt Gretchen, der Hauptfigur Heinrich Faust die Frage:

„Nun sag’, wie hast du’s mit der Religion?
Du bist ein herzlich guter Mann,
Allein ich glaub’, du hältst nicht viel davon.“

Im engeren Sinne ist mit Gretchenfrage demnach die Frage nach der Religiosität der jeweils angesprochenen Person oder sozialen Gruppe gemeint. Im weiteren Sinne werden auch andere Fragen mit der expliziten oder impliziten Fragestruktur „Wie hast/hältst du’s mit …“ als Gretchenfragen bezeichnet.

## Arten

### Gretchenszene in „Marthens Garten“

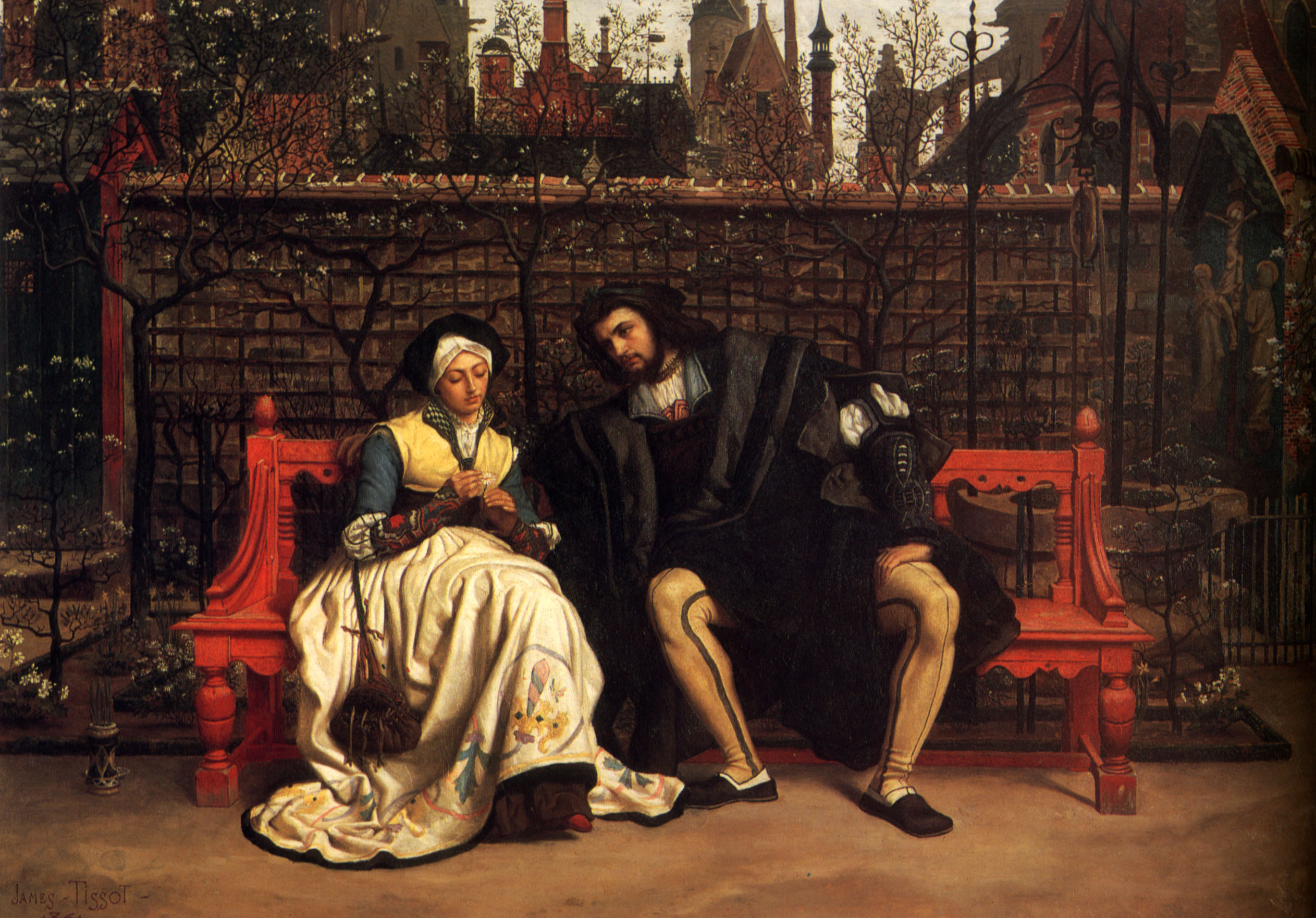
Faust und Gretchen im Garten (Gemälde James Tissot, 1861)

Die sogenannte „Gretchenfrage“ aus dem Drama Faust I von Johann Wolfgang von Goethe, erschienen im Jahr 1808 in Stuttgart/Tübingen, spielt in der Szene „Marthens Garten“ und handelt von der Frage Margaretes nach der Religionszugehörigkeit Fausts. Margarete, auch Gretchen genannt, ist ein junges Mädchen im Alter von ungefähr 14 Jahren, welches vom älteren Wissenschaftler Faust umworben wird. Nachdem diese sich in der Szene „Gartenhäuschen“ (V. 3205 ff.) geküsst haben, stellt Margarete Faust im Vers 3415 ff. in „Marthens Garten“ die Frage nach der Religion mit den Worten: „Nun sag, wie hast du’s mit der Religion? Du bist ein herzlich guter Mann, allein ich glaub, du hältst nicht viel davon.“ Faust weicht trotz Gretchens Nachfragen aus (V. 3420 – V. 3465). Gretchen gibt schließlich das Hinterfragen auf, da sie sich sicher ist, dass Faust kein Christentum habe (V. 3468: „Denn du hast kein Christentum.“).

### Die Gretchenfrage bei Goethe

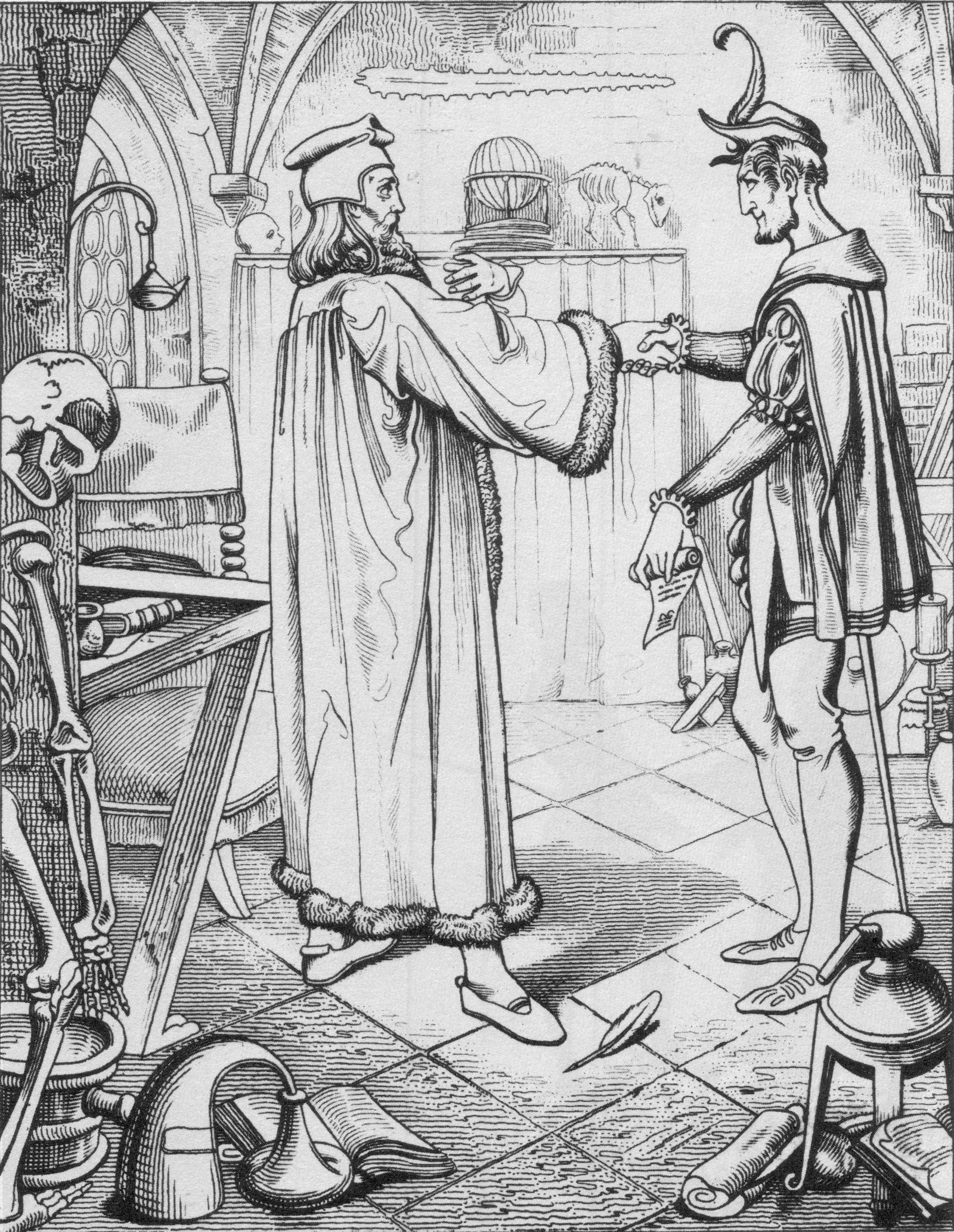
Fausts Pakt mit Mephisto nach Goethes Faust, Kupferstich

Margarete, genannt Gretchen, ist ein sehr junges Mädchen, das von dem älteren, respektablen Wissenschaftler Faust umworben wird. Nachdem sie sich schon mehrmals getroffen und auch geküsst haben, stellt Gretchen Faust die sog. Gretchenfrage.
Da Faust ausweicht und zunächst zurückfragt, in welchem Sinne sie denn eine Auskunft begehre, ob es ihr um die tieferen Inhalte des Glaubens oder das unhinterfragte Befolgen der Traditionen gehe, gibt Gretchen schließlich das Fragen auf; sie fühlt sich dem Niveau der Diskussion nicht gewachsen und kommt definitiv zu dem Schluss, Faust habe kein Christentum und leugne demzufolge Gott als Trinität aus Vater, Sohn und Heiligem Geist. Margarethes Überzeugung ist insofern begründet, weil Faust in der Osternacht in einem Monolog klargestellt hat, dass ihm der Glaube an die Auferstehung Jesu fehle. Durch diese Frage berührt Margarete  intuitiv – sie weiß nicht, dass Faust einen Pakt mit dem Teufel geschlossen hat – dessen „wunden Punkt“.
„Faust[s] Dilemma lässt sich vielleicht so beschreiben: Er kann nicht mehr glauben und ist noch kein kämpferischer Atheist. Sein [...] Entwurf einer pantheistisch gefärbten Gefühlsreligion, seine schwammige Spiritualität kann Gretchen nicht überzeugen.“
Goethe stellt an dieser Stelle mit Gretchen und Faust zwei Entwürfe einander gegenüber: hier das Mädchen aus einfachen, traditionsbestimmten Verhältnissen, das den Glauben an Gott und kirchliche Religiosität als Zentrum auch des eigenen Selbstverständnisses übernommen hat, und dort der gelehrte Heinrich Faust, der im Sinne neuzeitlicher Subjektivität auch die überlieferte Religion in Frage stellt und argumentiert, er könne die gleichen Gefühle für das Gute, Schöne und Anständige haben wie Gretchen. Diese Werte müssten aber nicht unbedingt von der Kanzel gepredigt werden, um beherzigt zu werden.
Da zur Zeit Goethes die christliche Religion die Sexualmoral definierte, will Gretchen wissen, mit welcher Haltung Fausts gegenüber der Religion, d. h. gegenüber dem christlichen Glauben, sie rechnen soll. Ihre Frage nach Fausts Glauben ist auch die Frage nach seiner Lebenspraxis und gesellschaftlichen Eingebundenheit.

### Nicht auf GoethesFaustbezogene Gretchenfragen
Der Begriff Gretchenfrage bezeichnet außerhalb des Kontextes der Goetheschen Tragödie ein „freies Lexem“. Eine Gretchenfrage ist nicht nur daran erkennbar, dass sie ausdrücklich als solche bezeichnet wird; oft werden auch die syntaktische Struktur und die Einleitungsformel der Originalfrage nachgeahmt.
Beispiel: […] daß die Sozialistische Partei [Frankreichs] von links und rechts die gleiche Gretchenfrage gestellt bekommt: „Wie hast du’s mit den Kommunisten?“
Gelegentlich stellt ein Autor, der den Begriff Gretchenfrage benutzt, die zugehörige Frage nicht explizit, weil er sie bei seinen Lesern als bekannt voraussetzt. Dies geschieht z. B. im Artikel „Die etwas andere Gretchenfrage“ von Stephan J. Kramer, in dem die in der Überschrift enthaltene Anspielung im Text nicht ausdrücklich erklärt wird.
Der Begriff Gretchenfrage bezeichnet eine Gewissensfrage (oder eine Frage nach dem Willen), die vom Befragten nicht gerne beantwortet wird. Typischerweise trifft derjenige, der sie ausspricht, damit den Kern eines Sachverhaltes und verlangt eine eindeutige Stellungnahme des Befragten zu einem Thema, das unter Umständen für ihn eine unangenehme oder zwiespältige Bedeutung hat. Der Fragesteller ist oft misstrauisch gegenüber den Absichten des Gefragten. Seine Frage wird häufig in einem Moment der Entscheidung gestellt, in dem er sich davor schützen möchte, dem Gefragten „blind in die Falle zu tappen“. Eine Gretchenfrage muss nicht unbedingt ausdrücklich beantwortet werden, damit sich der Fragesteller Klarheit verschafft; ein Herumdrücken um eine ehrliche Antwort kann als Hinweis auf die Pläne des Befragten ausreichen.
Eine Gretchenfrage ist zu unterscheiden von einer einfachen Fangfrage oder einem Fangschluss.